# Тарко-Салинське міське поселення
Та́рко-Сали́нське міське поселення (рос. Тарко-Салинское городское поселение) — міське поселення у складі Пурівського району Ямало-Ненецького автономного округу Тюменської області Росії.
Адміністративний центр та єдиний населений пункт — місто Тарко-Сале.
Населення міського поселення становить 21665 осіб (2017; 20398 у 2010, 18517 у 2002).